# Arado Ar 77
Arado Ar 77 – niemiecki dwusilnikowy samolot szkolno-treningowy z połowy lat 30. XX w.

## Historia
Samolot został opracowany przez firmę Arado w 1934 r. Oferowano go Luftwaffe jako maszynę do szkolenia załóg samolotów wielosilnikowych, zarówno do szkolenia pilotów, radiooperatorów i nawigatorów w lotach według wskazań przyrządów. W związku z tym uczeń-pilot i instruktor zajmowali miejsca w przeszklonej kabinie, a czterech innych uczniów zajmowało miejsca w kadłubie. Zbudowano dwa egzemplarze prototypowe oznaczone jako Ar 77A i Ar 77B. W trakcie testów w Rechlinie samolot uzyskał pozytywną opinię oblatywaczy. Jednakże Luftwaffe uznała ten samolot za przestarzały (m.in. z uwagi na stałe podwozie) i nie była zainteresowana jego nabyciem. W zamian zdecydowała się na wybór Focke-Wulf Fw 58. Projekt Ar 77 nie był dalej rozwijany. Była to wówczas największa konstrukcja zbudowana w zakładach Arado, ponadto w jej budowie zastosowano łączenie drewna z metalem. Nabyte doświadczenia wykorzystano przy budowie kolejnych dużych samolotów Arado. Niemieckie władze przedstawiały Ar 77 jako cywilny samolot turystyczny, dostosowany do przewożenia dwóch pasażerów.

## Konstrukcja
Dwusilnikowy samolot w układzie wolnonośnego dolnopłatu ze stałym podwoziem.
Kadłub o konstrukcji ramowej wykonanej ze spawanych rur stalowych. W przedniej części kryty metalem, dalej płótnem. Dwuosobowa kabina załogi z miejscami dla instruktora i ucznia obok siebie, wyposażona w wolanty. W tylnej części kadłuba znajdowały się cztery miejsca dla uczniów zajmujących się łącznością i nawigacją. Kadłub był zakończony klasycznym usterzeniem krzyżowym, ze statecznikami poziomymi podpartymi zastrzałami w kształcie litery N. Skrzydło o konstrukcji drewnianej, na dolnej powierzchni kryte sklejką, na górnej płótnem, wyposażone w klapy i lotki. Podwozie stałe, z kółkiem ogonowym. Golenie główne amortyzowane olejowo-pneumatycznie, wyposażone w hamulce. Koła osłonięte owiewkami. Napęd stanowiły dwa silniki widlaste Argus As 10C w układzie odwróconego V. Napędzały dwułopatowe drewniane śmigła o średnicy 2,3 m.